# Arif Özen
Arif Özen (ur. 1998) – turecki zapaśnik walczący w stylu wolnym. 
Brązowy medalista MŚ wojskowych w 2023. Drugi na ME U-23 w 2018 i 2019. Mistrz świata i Europy juniorów w 2018 roku.